# Nhân cầu
Nhân cầu (pontine nuclei, griseum pontis) tham gia chi phối vận động. Nhân cầu nằm ở mặt trước cầu não. Các sợi vỏ-cầu (Corticopontine fibre) mang thông tin từ vỏ não vận động sơ cấp đến nhân cầu cùng bên, trong mặt trước của cầu não. Sau đó, sợi cầu-tiểu não (pontocerebellar) mang thông tin đó đến tiểu não bên thông qua cuống tiểu não giữa. Phía dưới của nhân này nằm trong hành não có danh pháp là nhân cung của hành não, mang chức năng tương tự.
Nhân cầu có nhiệm vụ sửa đổi và sửa lỗi hành động, do đó rất quan trọng trong việc học các kỹ năng vận động (motor skills).